# Matthias Kreck

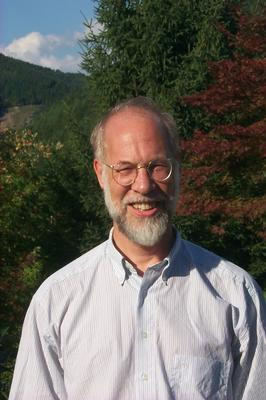
Matthias Kreck in Oberwolfach (2000)

Matthias Kreck (Dillenburg, 22 juli 1947) is een Duits wiskundige, die zich vooral met algebraïsche topologie en differentiaaltopologie bezighoudt. Hij was van oktober 2006 tot september 2011 directeur van het Hausdorff-centrum voor de Wiskunde dat verbonden is aan de Universiteit van Bonn. Sinds die tijd is hij hoogleraar aan het wiskundig  instituut aldaar.

## Biografie
Kreck groeide in Herborn op als zoon van de theoloog Walter Kreck. Van 1966 tot 1970 studeerde hij wis- en natuurkunde en  bedrijfseconomie aan de universiteiten van Bonn, Berlijn en Regensburg. In 1970 behaalde hij zijn diploma in de wiskunde in Bonn en in 1972 promoveerde hij onder supervisie van Friedrich Hirzebruch (An invariant for stably parallelized manifolds). Van 1972 tot 1976 studeerde hij protestantse theologie aan de universiteit van Bonn; in dezelfde periode was hij assistent bij professor Hirzebruch. In 1977 voltooide hij zijn habilitatie in de wiskunde in Bonn. (Bordismegroepen van diffeomorfismen).
In 2010 werd de Cantor-medaille aan hem toegekend.
Een van zijn hobby's is het bespelen van de cello.

## Oberwolfach
Van 1994 tot 2002 was hij directeur van het Wiskundig Onderzoeksinstituut van Oberwolfach. 

## Publicaties
- (de)  Positive Krümmung und Topologie, NRW Akademie der Wissenschaften, Opladen, Westdeutscher Verlag 1994
- (en)  Kreck, Hambleton: On the classification of topological 4-manifolds with finite fundamental group Mathematische Annalen, Bd.280, 1988, blz.85
- (en)  Kreck, Lück, Teichner: Counterexamples to the Kneser conjecture in dimension four Comm.Math.Helveticae Bd.70, 1995, blz.423